# Смеситель (технологическое оборудование)
Смеситель — вид технологического оборудования, предназначенный для приготовления смесей из исходных компонентов, находящихся в одинаковом или различном агрегатном состоянии. Применяется в химических технологиях, металлургии, строительном деле.

## Классификация смесителей
По агрегатному состоянию и дисперсности смешиваемых веществ смесители подразделяют на:
- Смесители ньютоновских жидкостей;
- Смесители высоковязких жидкостей;
- Смесители гетерогенных составов «жидкость-твёрдое»;
- Смесители твёрдых дисперсных компонентов.

По протеканию процесса смешивания во времени:
- Смесители периодического действия;
- Смесители непрерывного действия;

По природе силового воздействия на частицы:
- Смесители гравитационные — перемешивание происходит в результате периодического свободного падения компонентов смеси, подминаемой механизмом смесителя;
- Смесители центробежные;
- Смесители пневматические;
- Смесители электромагнитные;
- Смесители вибрационные — перемешивание происходит в результате действия вибрации;

По механизму перемешивания частиц:
- Смесители циркуляционные;
- Смесители объемного смешивания;
- Смесители диффузионного смешивания;
- Смесители струйные — перемешивание происходит за счёт турбулентных явлений в струях жидкости или газа;

По конструкции:
- Смесители барабанные;
- Смесители шнековые — перемешивание происходит за счёт неоднородного движения компонентов смеси в канавке шнека;
- Смесители ленточные;
- Смесители лопастные — перемешивание происходит за счёт взаимодействия компонентов смеси с подвижными лопатками;

По способу управления:
- Смесители с ручным управлением;
- Смесители с автоматическим или программным управлением;